# Tachyfilaksja
Tachyfilaksja (stgr. ταχύς, tachys, „szybki", φύλαξις, phylaxis, „ochrona") – zjawisko występowania szybkiej utraty wrażliwości na lek w przypadku jego częstego podawania, bez odpowiednich przerw. Występuje ono w przypadku nitratów i innych leków, których działanie oparte jest na mechanizmie receptorowym (na przykład opioidów).
Przyczyną tachyfilaksji może być zwłaszcza zjawisko internalizacji receptorów błonowych, z którymi wiąże się dana substancja (w terapii może być to lek, a w warunkach naturalnych np. neuroprzekaźnik lub hormon). Liczba receptorów dostosowuje się w ten sposób do siły sygnału chemicznego, jakim jest stężenie danej substancji w płynie zewnątrzkomórkowym. Takie dostosowanie pozwala komórce na wykrywanie zmian natężenia sygnału niezależnie od jego wartości bezwzględnej.